# WAGA魔々かぷりちお
『WAGA魔々かぷりちお』（わがままかぷりちお）はユニゾンシフト製作の18禁「ハートフル“わがまま”アドベンチャー」ゲーム。
キャラクターデザイン・原画は織澤明史、シナリオは朝凪軽、音楽は吉田仁郎が担当した。

## ストーリー
主人公である早瀬 響は幼少時に自宅の隣の廃屋の庭で怪我をして泣いている少女と出会い、応急処置を施す。
十年後、幼馴染の美羽と下校途中に、響の頭上に発生した魔法陣からかつて怪我の手当てを施した少女が落ちてきた。
メリッサと名乗る少女は、魔界のお姫様だという。更に、魔界から数名やって来た。半信半疑でありながら主人公と美羽は数々の不条理なトラブルに巻き込まれていく。

## キャラクター
早瀬 響（はやせ ひびき）
主人公。傷ついた少女の手当てをしたりする心優しい人物。数々のトラブルに巻き込まれる。
メリッサ・セラフィ
声：金松由花
メインヒロインである魔界の姫君。かなりワガママで高飛車であるが寂しがりやな一面もある。複数の魔力を持ち、中でも炎の魔法が得意。
エミル・メイビー
声：大野まりな
メリッサ同様魔界から来た少女で、メリッサに対してライバル心を抱いている。ツインテールの幼い外見が特徴。超絶貧乏。メリッサとは反対に氷の魔法が得意。
沢渡 美羽（さわたり みう）
声：春日アン
響の幼なじみで、教会の娘である。黒髪を三つ編み風に束ねている。

## 備考
『Chu×Chuアイドる』シリーズにメリッサをはじめとする登場人物が登場しており、その一作である『Chu×Chuぱらだいす』では、響がほぼ魔族になっていたことが明かされている。